# Bonaventure Carvalho
Pour les articles homonymes, voir Carvalho.
Bonaventure Carvalho, né le 2 octobre 1928 à Dakar et mort le 5 décembre 2009 dans la même ville, est un entraîneur sénégalais de basket-ball. Il est surnommé Pa Bona.

## Carrière
Bonaventure Carvalho est le sélectionneur de l'équipe du Sénégal féminine dans les années 1970 et 1980. Il remporte cinq Championnats d'Afrique (1974, 1977, 1979, 1981 et 1984), les Jeux africains de 1973 et les Jeux africains de 1978, et est finaliste du Championnat d'Afrique féminin de basket-ball 1983. Il participe également aux Championnats du monde 1975 et 1979.
Ancien entraîneur-joueur de l'ASC Jeanne d'Arc, il est limogé de son poste de sélectionneur en janvier 1987. Il retourne alors à la Jeanne d'Arc avant de rejoindre le Dakar Université Club.
Il est nommé grand officier de l'ordre du Mérite du Sénégal en 2005.